# سیارک ۴۲۷۳
سیارک ۴۲۷۳ (به انگلیسی: 4273 Dunhuang، نامگذاری:1978UU1) چهار هزار و دویست و هفتاد و سومین سیارک کشف شده‌است که در ۲۹ اکتبر ۱۹۷۸ کشف شد.
قدر مطلق سیارک برابر ۱۷.۰ است.